# Conselho Geral das Assembleias de Deus na Nigéria
O Conselho Geral das Assembleias de Deus, Nigéria é uma associação cristã evangélica pentecostal de Igrejas na Nigéria. É afiliado à  Fraternidade Mundial das Assembleias de Deus. Sua sede está em Opkoto, Estado de Ebonyi .

## História
O Conselho Geral das Assembleias de Deus da Nigéria tem sua origem na Igreja nigeriana de Jesus Cristo e uma parceria com as Assembleias de Deus dos EUA em 1934.  O conselho foi fundado em 1964. Em 2019, tinha 16.300 igrejas e 3,6 milhões de membros.